# اف‌تی‌اکس
اف‌تی‌اکس (انگلیسی: FTX) یک شرکت ورشکسته است که قبلاً خدمات مالی و صرافی ارزهای دیجیتال بود، این شرکت در سال ۲۰۱۹ تأسیس شد و در اوج فعالیت خود در ژوئیه ۲۰۲۱، بیش از یک میلیون کاربر داشته و با معامله روزانه ۱۰ تا ۱۵ میلیارد دلار؛ سومین صرافی بزرگ ارزهای دیجیتال از نظر حجم معادلات بود.

صرافی اف‌تی‌اکس در آنتیگوآ و باربودا ثبت شده و دفتر مرکزی آن در باهاما بود. این شرکت در طی زمان فعالیت خود ارتباط نزدیکی با FTX.US که یک صرافی معروف بین ساکنان ایالات متحده است، داشته‌است.
اعلام ورشکستگیِ اف‌تی‌اکس و ۱۳۰ شرکت وابسته به آن؛ با استناد بر فصل ۱۱ قانون ورشکستگی ایالات متحده، در تاریخ ۱۱ نوامبر ۲۰۲۲ در سیستم قضایی آمریکا به ثبت رسید.
در دسامبر ۲۰۲۲ اعلام شد که سم بنکمن-فرید ملقب به سلطان رمزارز و رئیس این شرکت؛ از باهاما به آمریکا مسترد شده تا در دادگاهی در نیویورک به ظن ارتکاب «یکی از بزرگ‌ترین کلاهبرداری‌های مالی تاریخ آمریکا» محاکمه شود.